# 曹公圳
22°38′58″N 120°25′35″E / 22.6494530706586°N 120.426355151921°E
曹公圳，位于臺湾南部高雄平原，由曹公舊圳（五里舊圳）、曹公新圳（五里新圳）、鳳山圳、大寮圳、林園圳等五個水圳灌溉系統構成，灌溉範圍涵蓋大高雄所有農業精華區所在，是高雄地區最重要的水圳。
曹公圳從高雄市大樹區九曲堂引高屏溪水，經由這五個系統灌溉高雄市大樹區、大寮區、鳳山區、鳥松區、仁武區、大社區、林園區、楠梓區、左營區、三民區、苓雅區、新興區、前金區、小港區、前鎮區等地區，成為孕育高雄地區的搖籃。當地居民感念知縣曹謹，於鳯山區建有曹公祠，後改稱曹公廟。現今在鳳山區鳳山車站前的曹公路、曹謹路及曹公國小，便是紀念曹謹而得名。

## 建造起源
最早起建於清朝道光年間，為解旱象之災，由當時鳳山縣知縣曹謹所開鑿。曹公舊圳開通後因灌溉小竹上里、小竹下里、大竹里、鳳山上里、鳳山下里等五里，而被稱為「五里圳」，後來按察使銜分巡台灣兵備道兼提督熊一本將之命名為「曹公圳」，並刻碑紀念。道光二十二年(1842年)又由歲貢生鄭蘭（興隆里人）、附生鄭宣治（赤山里人）率眾開鑿大圳，亦灌溉蓋赤山里、觀音外里、半屏里、興隆內里、興隆外里等五里，而被稱為五里新圳或曹公新圳。鳳山圳屬於原曹公舊圳一部分，近代因農田水利會管理方便而單獨稱呼，大寮圳是昭和七年(1931年)由曹公水利組合所開鑿，林園圳則是民國38年(1949年)由高雄農田水利會開鑿。
日治時期大正8年（1919年），台灣製糖株式會社分別在舊圳及新圳上裝置抽水馬達，並將其改為鋼筋混凝土堰，曹公圳也成為臺灣第一座以電動抽水機作渠水工的灌溉渠道。

## 外部連結
- 曹公圳舊圳頭——文化部文化資產局 （页面存档备份，存于）
- 曹公圳舊圳頭——高雄市政府文化局
- 曹謹公史蹟及曹公圳研究文獻 （页面存档备份，存于）
- 曹公圳舊水路及消失古埤塘 （页面存档备份，存于）
- 53-2-高雄市鳳山區曹公圳第五期水岸營造計畫工程 （页面存档备份，存于）